# Grzegorz Emanuel
Grzegorz Emanuel (ur. 5 listopada 1965 w Warszawie) – polski aktor filmowy, teatralny i telewizyjny, także reżyser teatralny. Absolwent Wydziału Aktorskiego PWSFTviT w Łodzi (1988).

## Teatr
W teatrze zadebiutował 18 lipca 1987 roku w spektaklu Sen nocy letniej. W latach 1988–1999 był aktorem warszawskiego Teatru Studio im. Stanisława Ignacego Witkiewicza, a w latach 1999–2000 – poznańskiego Teatru Polskiego.

### Spektakle teatralne

#### Role
- 1987: Sen nocy letniej jako Zdechlak (reż. Halina Machulska, Jan Machulski), Teatr Ochoty w Warszawie
- 1987: Szkarłatna wyspa jako Hatteras (reż. Maciej Prus), Teatr Studyjny’83 im. Juliana Tuwima w Łodzi
- 1988: Następnym razem zaśpiewam dla ciebie jako Dust (reż. Michał Pawlicki), PWSFTViT, Łódź
- 1988: Działania uboczne jako Bill (reż. Adam Hanuszkiewicz), Teatr Studio
- 1988: Tamten (reż. M. Prus), Teatr Telewizji
- 1990: Dziesięć portretów z Czajką w tle jako Konstanty Gawriłowicz Trieplew (reż. Jerzy Grzegorzewski), Teatr Studio
- 1991: Miasto liczy psie nosy jako Kardynał (reż. J. Grzegorzewski)
- 1992: Dante 1992 według „Boskiej Komedii” jako Pokutnik (reż. Józef Szajna), Teatr Studio
- 1992: Sny według „Pieśni Maldorora” jako Lohengrin (reż. Mariusz Treliński), Teatr Studio
- 1993: Biały jeleń jako Szary człowiek (reż. Stasys Eidrigevičius), Teatr Studio
- 1993: Fedra jako Hipolit (reż. Bogdan Augustyniak), gościnnie w Teatrze na Woli w Warszawie
- 1993: Omdlały koń jako Soames (reż. Anna Minkiewicz), Teatr Telewizji
- 1993: Legenda jako Wilkołak (reż. Barbara Sierosławska), Teatr Studio
- 1994: Wariatka z Chaillot (reż. Wojciech Adamczyk), Teatr Telewizji
- 1994: Strzały u Cyrana jako Alfred (reż. Filip Zylber), Teatr Telewizji
- 1994: Biała zapaść (reż. Tadeusz Piotr Król), Teatr Telewizji
- 1994: Myszki jako Brown (reż. Małgorzata Kopernik), Teatr Telewizji
- 1994: Ostatni dzień Anny Kareniny jako Zjawa (reż. Márta Mészáros), Teatr Telewizji
- 1995: Śmierć Iwana Iljicza jako Pisarz (reż. J. Grzegorzewski), Teatr Telewizji
- 1995: La Boheme jako Chochoł (reż. J. Grzegorzewski), Teatr Studio
- 1996: Don Juan jako Don Alonso (reż. J. Grzegorzewski), Teatr Studio
- 1996: Hamlet jako Hamlet (reż. Waldemar Matuszewski), gościnnie w Lubuskim Teatrze im. L. Kruczkowskiego w Zielonej Górze
- 1997: Samoobrona jako Nuda Śmierci (reż. Marcin Jarnuszkiewicz), Teatr Studio
- 1997: Sonata epileptyczna jako Gracz (reż. J. Grzegorzewski), Teatr Telewizji
- 1997: Bilard Petersburski jako Gość (reż. Agnieszka Lipiec-Wróblewska), Teatr Studio
- 1997: La Boheme jako Chochoł, Klakier (reż. J. Grzegorzewski), Teatr Telewizji
- 1997: Śmierć w Tyflisie jako Dziennikarz I (reż. Maciej Dejczer), Teatr Telewizji
- 1998: Antygona jako Gwardzista Hajmona (reż. Zbigniew Brzoza), Teatr Studio
- 1998: Don Juan jako Don Juan (reż. W. Matuszewski), Teatr Polski w Poznaniu
- 1998: Podporucznik Kiże jako Oficer dyżurny (reż. Tomasz Zygadło), Teatr Telewizji
- 1998: Książę Niezłomny jako Tarudant (reż. Jerzy Krysiak), Teatr Telewizji
- 1999: Noc tuż przed lasami (monodram, reż. G. Emanuel), Teatr Polski w Poznaniu
- 1999: Wieczór Trzech Króli jako Antonio (reż. W. Matuszewski), Teatr Polski w Poznaniu
- 1999: Studium o „Kordianie” (reż. Jan Skotnicki), Teatr Polski w Poznaniu
- 2000: Przygody Pinokia jako Arlekin; Sokół (reż. Edward Warzecha), Teatr Polski w Poznaniu
- 2000: Stara kobieta wysiaduje jako Młodzieniec (reż. Filip Bajon), Teatr Telewizji
- 2001: Królowa i Szekspir jako Jakub VI Stuart (reż. Marcel Kochańczyk), Teatr na Woli
- 2002: Złodziejki chleba jako Struty (reż. Natalia Koryncka-Gruz), Teatr Telewizji
- 2004: Król Edyp jako Edyp (reż. W. Matuszewski), gościnnie w Teatrze im. Juliusza Osterwy w Gorzowie Wielkopolskim
- 2004: Dzień przed zachodem jako Holender (reż. Maria Zmarz-Koczanowicz), Teatr Telewizji
- 2006: Śmierć rotmistrza Pileckiego jako Dowódca warty (reż. Ryszard Bugajski), Teatr Telewizji – Scena Faktu
- 2007: Doktor Halina jako Boottcher (reż. Marcin Wrona), Teatr Telewizji – Scena Faktu

#### Prace reżyserskie
- 1999: Noc tuż przed lasami (monodram), Teatr Polski w Poznaniu – reżyseria
- 1999: Studium o Kordianie – asystent reżysera (reż. J. Skotnicki)

## Filmografia
W filmach i serialach często obsadzany jest w rolach charakterystycznych, zazwyczaj czarnych charakterów.

### Filmy
- 1989: Jastrzębia mądrość jako król Krzysztof (reż. Vladimir Drha)
- 1991: El invierno en Lisboa jako skinhead (reż. Jose A. Zorrilla)
- 1991: Dzieci wojny jako żołnierz niemiecki (reż. Krzysztof Rogulski)
- 1993: Pora na czarownice jako „Chudeusz” (reż. Piotr Łazarkiewicz)
- 1995: Doktor Semmelweis jako Walter, student Kleina (reż. Roger Andrieux)
- 1995: Die Ameisenstrasse jako Bogdan (reż. Michael Glawogger)
- 1996: Panna Nikt (reż. Andrzej Wajda)
- 1997: Szamanka jako współpracownik Michała (reż. Andrzej Żuławski)
- 1997: Łóżko Wierszynina jako „Tuzenbach” (reż. Andrzej Domalik)
- 1999: Moja Angelika jako gangster (reż. Stanisław Kuźnik)
- 2001: Listy miłosne jako wspólnik Janusza (reż. Sławomir Kryński)
- 2001: Poranek kojota jako Alfonso w horrorze oglądanym przez „Brylanta” (reż. Olaf Lubaszenko)
- 2001: Requiem jako Chrystus (reż. Witold Leszczyński)
- 2001: Wiedźmin jako Civril, członek bandy Renfri (reż. Marek Brodzki)
- 2002: Jak to się robi z dziewczynami jako Hubert, brat „Laski” (reż. Przemysław Angerman)
- 2002: Superprodukcja jako człowiek „Napoleona” (reż. Juliusz Machulski)
- 2002: Cudzoziemiec jako Jonathan Look Alike (reż. Michael Oblowitz)
- 2003: Stara baśń. Kiedy słońce było bogiem jako wiking (reż. Jerzy Hoffman)
- 2004: Serce gór jako rycerz na uczcie (reż. Rafał M. Lipka)
- 2006: Summer Love jako „Szczurza twarz” (reż. Piotr Uklański)
- 2007: Ogród Luizy jako „Szwed” (reż. M. Wojtyszko)
- 2009: Generał Nil jako tajniak (reż. R. Bugajski)
- 2010: Lincz jako miejscowy (reż. K. Łukaszewicz)

### Seriale telewizyjne
- 1993−1994: Bank nie z tej ziemi jako zbir na Dworcu Centralnym (reż. Krzysztof Rogala, Witold Holtz, Nina Krasuska)
- 1993: Wow  jako komisarz Hart(reż. Jerzy Łukaszewicz)
- Komisarz Rex jako Marek Kaszyński
- Klan jako wysłannik sekty „Dzieci Słońca” usiłujący zamordować Daniela, zastrzelony potem przez Monikę (reż. różni)
- 1998: Z pianką czy bez jako brat Andrzejewskiej (reż. Grzegorz Warchoł)
- 2001–2002: Marzenia do spełnienia jako Czesław Drabkowski „Drab” (reż. różni)
- 2001: Miodowe lata jako klient (reż. Maciej Wojtyszko)
- 2001: Wiedźmin jako Civril, członek bandy Renfri (reż. M. Brodzki)
- 2002: Król przedmieścia jako przedsiębiorca pogrzebowy (reż. O. Lubaszenko)
- 2003: Lokatorzy jako Tony (reż. Andrzej Kostenko)
- 2003: Magiczne drzewo jako bandyta (reż. Andrzej Maleszka)
- 2003: Zaginiona jako członek sekty „Raj” (reż. A. Kostenko)
- 2004: Stara baśń jako wiking (reż. J. Hoffman)
- 2004: Daleko od noszy jako ...czyński (reż. Krzysztof Jaroszyński)
- 2004: Na dobre i na złe jako Rafał Wielgus (reż. Wojciech Wójcik)
- 2004: Dziupla Cezara jako robotnik (reż. Wojciech Adamczyk)
- 2004: Oficer jako policjant „Chudy” (reż. M. Dejczer)
- 2004: Pensjonat pod Różą jako przywódca sekty (reż. Mirosław Bork)
- 2005: Fala zbrodni jako Josif Mogilny „Mongoł” (odc. 37) (reż. Waldemar Krzystek)
- 2005: Kryminalni jako dowódca antyterrorystów; snajper (reż. Piotr Wereśniak)
- 2005: Pitbull jako saper Janek (reż. Patryk Vega)
- 2005: Tak miało być jako Henio (reż. Agnieszka Trzos)
- 2005: Plebania jako Bogdan (reż. Jerzy Łukaszewicz, Wojciech Solarz)
- 2006: Mrok jako lump (reż. Jacek Borcuch)
- 2006: U fryzjera jako złodziej (reż. W. Adamczyk)
- 2007: Ekipa jako związkowiec strajkujący w „Pol-Textilu” (reż. Agnieszka Holland)
- 2007: Faceci do wzięcia jako ojciec Piotr (reż. O. Lubaszenko)
- 2007: Tajemnica twierdzy szyfrów (reż. Adek Drabiński)
- 2010: Czas honoru (reż. Michał Kwieciński) jako SS-Sturmbannführer Erich Schröder, lekarz na Pawiaku
- 2010: Ratownicy jako guru sekty
- 2011: Układ warszawski jako więzień „Szmirus” (odc. 1)
- 2012: Komisarz Alex jako Kałach (odc. 15)
- 2012: Paradoks jako strażnik (odc. 13)

## Nagrody
- 1988: nagroda za rolę Dusta w przedstawieniu Następnym razem zaśpiewam dla ciebie J. Saundersa w reżyserii Michała Pawlickiego (PWSFTViT, Łódź) na VI Ogólnopolskim Przeglądzie Spektakli Dyplomowych Szkół Teatralnych w Łodzi